# Óscar Ustari
Óscar Alfredo Ustari, né le 3 juillet 1986 à Rivadavia (Argentine), est un footballeur argentin qui évolue au poste de gardien de but à Inter Miami.

## Biographie
Il est sélectionné à la Coupe du monde 2006 comme troisième gardien de l'équipe nationale d'Argentine. 
En 2007, il est transféré à Getafe pour six millions d'euros.
Lors des JO de Pékin, il se casse la jambe et est absent des terrains six mois. Lors de son retour en tant que titulaire à Getafe, il enchaine les performances au point de pouvoir être de retour pour la Coupe du monde.
Le 9 septembre 2024, l'Inter Miami a annoncé qu'ils avaient signé un contrat avec Ustari jusqu'à la fin de la saison.

## Palmarès
- Vainqueur de la Coupe du monde de football des moins de 20 ans en 2005 avec l'Argentine.
- Finaliste de la Coupe d'Espagne en 2008 avec Getafe.
- Médaille d'or aux Jeux olympiques d'été de 2008